# جيانا فاروق
جيانا محمد فاروق لطفي (مواليد 10 ديسمبر 1994) هي لاعبة كاراتيه مصرية، تمثل مصر والنادي الأهلي. حصلت على ميداليتين ذهبيتين في وزن 61 كجم كوميتيه للسيدات في بطولة العالم للكاراتيه. وهي أيضًا حاصلة على الميدالية الذهبية في الألعاب الأفريقية وألعاب التضامن الإسلامي وألعاب البحر الأبيض المتوسط.
مثلت جيانا مصر في لعبة الكاراتيه في الألعاب الأولمبية الصيفية 2020، فحصلت على الميدالية البروزنية في وزن 61 كوميته.

## مسيرتها
بدأت جيانا رحلتها مع الكاراتيه في عمر 6 سنوات بالصدفة، كانت تتدرب في السباحة، وقررت ترك السباحة والانضمام إلى الكاراتيه.

### 2009
فازت جيانا بالميدالية الذهبية في بطولة هراديك كرالوف في منافسات 14-15 سنة حر، والميدالية الذهبية في بطولة هراديك كرالوف في وزن أقل من 54 كجم، والميدالية الفضية في بطولة أفريقيا للناشئين بالجزائر، والميدالية الذهبية في بطولة البحر الأبيض المتوسط للناشئين في الجبل الأسود، والميدالية الذهبية لكأس العالم للناشئين في اليونان، الميدالية الذهبية لكأس العالم للشباب في اليونان.

### 2010
فازت جيانا بالميدالية الذهبية في بطولة هراديك كرالوف منافسات 14-15عام في الوزن الحر، والميدالية الذهبية في بطولة هراديك كرالوف في وزن أكبر من 54 كجم.  

### 2011
فازت جيانا بالميدالية الذهبية في بطولة العالم للشباب بماليزيا.

### 2012
فازت جيانا بالميدالية الذهبية في الدوري العالمي للشباب للكارتيه في إسبانيا.

### 2013
فازت جيانا بالميدالية الذهبية في بطولة العالم تحت 21 سنة بإسبانيا، والميدالية الذهبية في ألعاب البحر الأبيض المتوسط 2013 في مرسين في تركيا في وزن 61 كجم كوميته، والميدالية الذهبية في ألعاب التضامن الإسلامي 2013 في فلمبان في إندونيسيا في وزن 61 كجم كوميتيه.

### 2014
حققت جيانا ذهبية بطولة العالم عام 2014 في برلين ألمانيا في وزن 61 كجم كومتيه، وذهبية فريق كومتيه في نفس البطولة، وذهبية بطولة أفريقيا في السنغال، وفضية الدوري العالمي في إسطنبول في تركيا. وفضية بطولة البحر المتوسط للكبار 2014.

### 2015
فازت جيانا بذهبية الألعاب الأفريقية 2015 في برازافيل، بعد تغلبها علي لاعبة الجزائر بنتيجه 5–4، وذهبية الدوري العالمي للكارتية في فئة 61 كجم في شرم الشيخ في مصر، وذهبية الدوري العالمي في باريس بفرنسا، وفازت بذهبية ببطولة العالم فئة الشباب والناشئين في جاكرتا بإندونيسيا فازت جيانا لطفى بالمركز الأول لوزن تحت 61 كيلو، بعد فوزها على  الاعبة اليابانية أيامى موريجاشى بنتيجة 4–0.

### 2016
في عام 2016، فازت جيانا بذهبية بطولة العالم للكارتية في النمسا في وزن تحت 61 كجم كوميتيه، بعد تغلبها علي لاعبة فرنسا بنتيجة 2–0، وفازت في نصف النهائى على لاعبة فيتنام بالترجيح، وكانت فازت على لاعبة سويسرا في دورالـ64 بنتيجة 2–0، وفازت على لاعبة هونج كونج في دورالـ32 بنتيجة 5–0، وفازت على لاعبة سلوفاكيا في دورالـ16 بنتيجة 1–0، وفازت في دور الـ8 على لاعبة كرواتيا بنقطة الترجيح. حصدت أيضًا على برونزية العالم في فريق كوميتيه مع ندى عبد اللطيف ورندا عاطف. وحققت ذهبية الدوري العالمي في وزن 61 كجم كوميتيه في ألمانيا، وذهبية الدوري العالمي في وزن 61 كجم كوميتيه بنادي أهلى دبى في الإمارات، وذهبية الدوري العالمي في شرم الشيخ مصر.

### 2018
شاركت جيانا في منافسات الكاراتيه فئة تحت 61 كجم بدورة ألعاب البحر الأبيض المتوسط عام 2018 في طركونة، إسبانيا وحققت الميدالية الفضية بعد خسارتها في النهائي أمام السلوفينية تاسا ريستك. وكانت جيانا قد تغلبت في دور الـ16 على البرتغالية آنا سيماو بنتيجة 3–0، ثم واجهت أديلينا راما من كوسوفو وفازت بنتيجة كبيرة 10–1. وفي نصف النهائي فازت على الإسبانية كريستينا فيرير غارسيا بنتيجة 3–0، لتصل للنهائي الذي خسرت فيه بنتيجة 2–0. في نفس العام، فازت بإحدى الميداليات البرونزية في منافسات 61 كجم كوميتيه للسيدات في بطولة العالم للكاراتيه 2018 التي أقيمت في مدريد، إسبانيا، وحصلت على الميدالية الذهبية في وزن تحت وزن 61 كجم في بطولة الكاراتيه الأفريقية 2018 في كيغالي، وفازت بالميدالية الذهبية في البطولة العربية للكاراتيه تحت وزن 61 كجم.

### 2019
في عام 2019، مثلت مصر في الألعاب الأفريقية 2019 التي أقيمت في الرباط بالمغرب، وفازت بإحدى الميداليات البرونزية في وزن 61 كجم كوميتيه للسيدات، وفازت بالميدالية الذهبية وزن تحت 61 كجم في الكوميتيه في بطولة الكاراتيه الأفريقية 2019 في غابورون، وفازت بذهبية الدوري العالمي في اليابان في وزن 61 كجم، بعد فوزها على الفرنسية ليلى هيرتوو بنتيجة 4–3، وفازت بذهبية سرياس أيه في تشيلي، وفضية الدوري العالمي في المغرب، وفضية الدوري العالمي في باريس، وبرونزية الدوري العالمي في سالزبورغ.

### 2020
في عام 2020، شاركت جيانا في الدوري العالمي للكاراتيه في فئة 61 كجم في سالزبورغ، وحققت الميدالية البرونزية بعد الفوزعلى لاعبة الفلبين بنتيجة 4–3. والميدالية الذهبية في بطولة أفريقيا بالمغرب، والميدالية البرونزية في بطولة الدوري العالمي في دبي،

### 2021
في عام 2021، شاركت جيانا في الدوري العالمي للكاراتيه في فئة 61 كجم في لشبونة في البرتغال، وحققت الميدالية الفضية بعد خسراتها من لاعبة صربيا. وكانت جيانا تغلبت في دور 32 على لاعبة الصين بنتيجة 3–0، وبنفس النتيجة فازت على لاعبة المغرب في في دور الـ16، وفي دور الثمانية فازت على لاعبة إيران بنتيجة 2–0، وفي نصف النهائي فازت على لاعبة تركيا بنتيجة 1–0.

## الإنجازات

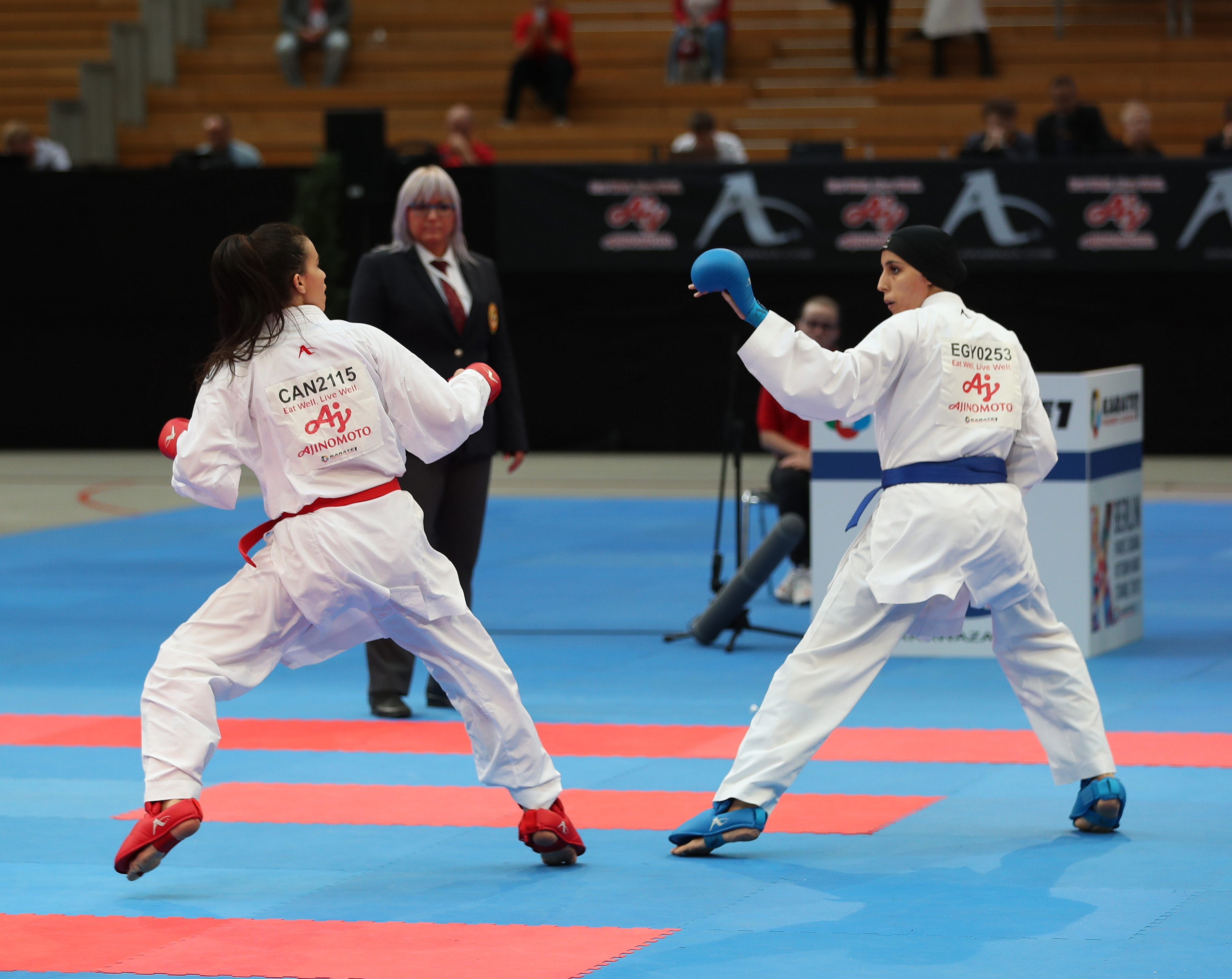
جيانا لطفي

### الشباب
- بطولة هراديك كرالوف 2009 – منافسات 14-15 عامًا | حر – المركز الأول[38]
- بطولة هراديك كرالوف 2009 – منافسات 14-15 عامًا | -54 كجم – المركز الأول[38]
- بطولة هراديك كرالوف 2010 – منافسات 14-15 عامًا | حر – المركز الأول[39]
- بطولة هراديك كرالوف 2010 – منافسات 14-15 عامًا | +54 كجم – المركز الأول[39]
- بطولة العالم للكاراتيه للناشئين 2011 – منافسات 16-17 عامًا | -59 كجم – المركز الأول[40]
- بطولة الدوري العالم الممتاز للكاراتيه 2013 – منافسات -61 كجم – المركز الخامس[41]
- كأس العالم للكاراتيه تحت 21 سنة 2013 – منافسات 18-20 عامًا – +60 كجم – المركز الأول[42]

### الكبار
| عام  | مسابقة                     | مكان                      | المركز | الحدث          |
| ---- | -------------------------- | ------------------------- | ------ | -------------- |
| 2013 | ألعاب البحر الأبيض المتوسط | مرسي، تركيا               | الأول  | كوميتيه 61 كلغ |
| 2013 | ألعاب التضامن الإسلامي     | فلمبان، إندونيسيا         | الأول  | كوميتيه 61 كلغ |
| 2014 | بطولات العالم              | بريمن، ألمانيا            | الأول  | كوميتيه 61 كلغ |
| 2014 | بطولات العالم              | بريمن، ألمانيا            | الأول  | فريق كوميتيه   |
| 2015 | الألعاب الأفريقية          | برازافيل، جمهورية الكونغو | الأول  | كوميتيه 61 كلغ |
| 2016 | بطولات العالم              | لينتس، النمسا             | الأول  | كوميتيه 61 كلغ |
| 2016 | بطولات العالم              | لينتس، النمسا             | الثالث | فريق كوميتيه   |
| 2018 | ألعاب البحر الأبيض المتوسط | كمبريلز، إسبانيا          | الثاني | كوميتيه 61 كلغ |
| 2018 | بطولات العالم              | مدريد، اسبانيا            | الثالث | كوميتيه 61 كلغ |
| 2018 | بطولات العالم              | مدريد، اسبانيا            | الثالث | فريق كوميتيه   |
| 2019 | الألعاب الأفريقية          | الرباط، المغرب            | الثالث | كوميتيه 61 كلغ |

## حياتها الشخصية
درست جيانا في كلية الصيدلة جامعة القاهرة.

## روابط خارجية
- جيانا لطفي على موقع KarateRec.com (الإنجليزية)
- جيانا لطفي على موقع اللجنة الأولمبية الدولية (الإنجليزية)
- جيانا لطفي على موقع أوليمبيديا (الإنجليزية)